# Johannes Hoppe (Mediziner)

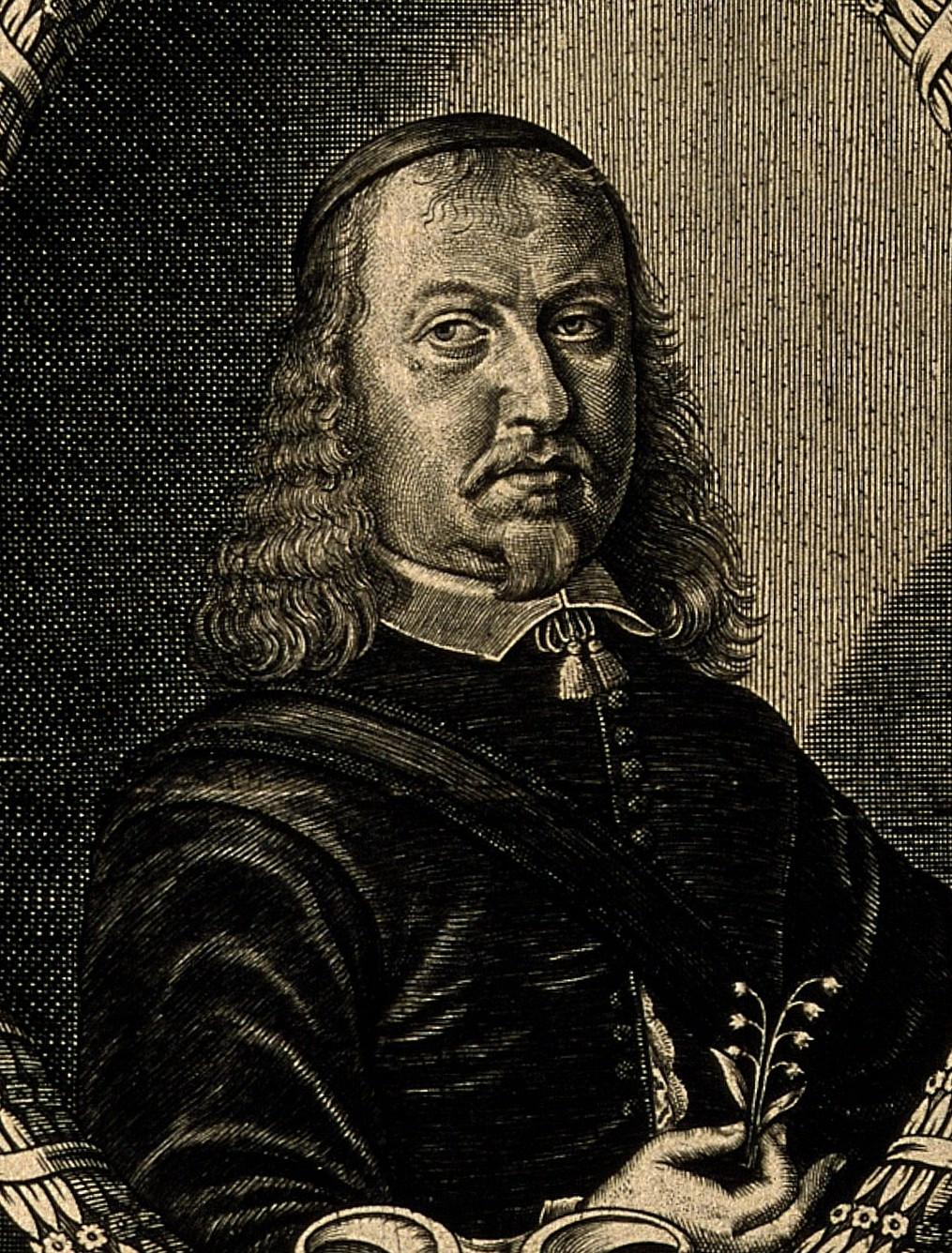
Johannes Hoppe - Linienstich von J. Dürr (Ausschnitt)

Johannes Hoppe (auch: Johann Hopp, Hoppius; * 7. Juli 1616 in Löwenberg, Fürstentum Schweidnitz-Jauer; † 13. März 1654 in Leipzig) war ein deutscher Mediziner.

## Leben
Hoppe immatrikulierte sich im Wintersemester 1628 an der Universität Leipzig, wo er 1635 ein Studium der philosophischen Wissenschaften begann. Am 9. Juli 1636 wurde er Baccalaureus an der philosophischen Fakultät und erwarb am 26. Januar 1637 den akademischen Grad eines Magisters der Philosophie. Im Anschluss absolvierte er ein medizinisches Studium, fand als Baccalaureus 1639 Zugang zur medizinischen Fakultät, war 1643 Lizentiat der medizinischen Wissenschaften und wurde 1644 zum Doktor der Medizin promoviert.
Der Kollegiat am kleinen Fürstenkollegium wurde noch im selben Jahr Professor der Anatomie und Chirurgie, stieg 1647 in die Professur der Pathologie auf, womit er Senior der medizinischen Fakultät wurde. In den Wintersemestern 1644, 1646 und 1648 war er Rektor der Alma Mater.
Er starb 1654 und wurde am 17. März in der Leipziger Paulinerkirche begraben. Sein Epitaph ist noch erhalten und ist in den Neubau der Kirche integriert (Südwand des südlichen Seitenschiffs).
Seine am 7. Juli 1646 geschlossene Ehe mit Rosina (* 2. Oktober 1629 in Leipzig; † 18. August 1659 ebenda, begr. 21. August in der Leipziger Paulinerkirche), der Tochter des Theologen Mauritius Burchard (1586–1637) und dessen Frau Catharina  († 18. Juni 1633), der Tochter des Theologen Cornelius Becker (1561–1604), blieb kinderlos. Sie hatte in zweiter Ehe den Mediziner Michael Heinrich Horn (1623–1681) geheiratet.

## Werke (Auswahl)
- Disputatio Chirurgico-Medica. De Gangraena Et Sphacelo. Leipzig [1646?].
- Diatribe Medica De Phthisi. Leipzig 1649.
- Catarrhus Suffocativus. Leipzig 1651.